# ヴロラ
ヴロラ（アルバニア語: Vlorë）はアルバニアの都市である。ドゥラスに次いで2番目に大きな港湾都市で、人口は79,948人である。ヴロラは1912年11月28日にアルバニアの独立宣言 (en) が行われた都市で、一時的にアルバニアの首都が置かれた。町自体は紀元前6世紀に古代ギリシャの植民都市が築かれ人が住むようになり、それ以来2,600年の歴史がある古い都市である。ヴロラにはヴロラ港がある他、ヴロラ大学が立地しアルバニア南西部の経済や文化の中心都市である。

## 呼称
今日、都市の名称はアルバニア語でVlorë、Vloraで知られているが両方とも発音はヴロラ(IPA-ˈvlɔɾə)でゲグ方言ではヴロナ（Vlonë）で知られる。ヴロラはイリュリアの古代ギリシャの植民都市として築かれたが、ギリシャでは今日でも谷や低地を意味するアヴローン（Αυλών）の名称を使っている。これは他に固有の名称を言い換えた可能性もある。イタリア語でヴァローナ (Valona) と呼ばれ、ヴェネツィア共和国やイタリア王国による統治時における名称として用いられているが、他の言語でも使用されている。 オスマン帝国の支配時にはトルコ語でアヴロンヤ（Avlonya）の呼称が使われていた。

## 地理
ヴロラはヴロラ州ヴロラ県に位置する都市である。アドリア海の入り海であるヴロラ湾に面し、周辺地域は山地に囲まれている。イタリアのバーリへはアルバニアの他の港よりも近く、サレント半島からは70海里（130キロメートル）離れている。サザン島 (en) には軍事施設があり、ヴロラ湾の入口として戦略上重要な地点になっている。町の周辺は庭園やオリーブ園が広がる。ヴァロニアの名称の大部分は周辺のオーク林から得られる実の殻斗（実の一部、全体を覆う椀状のもの）からの物で、製革業者により利用されておりヴァロナの名称は現在のヴロラの古代の名称でもある。フィエルやアルバニア各地とを結ぶ新しい高速道路の建設が始められ、アルバニア・リヴィエラでももっとも景色の良いルートのうちの一つであるサランダなどアルバニア南部への延伸が始められている。

## 歴史
ヴロラはアルバニアの都市の中でももっとも古い歴史のある都市の一つである。紀元前6世紀にアヴローンと名付けられたイリュリア沿岸の古代ギリシャの植民都市して創建され、プトレマイオスの『地理学』 Geographia, III, xii, 2において初めて言及されている。他の地理的な文書では、街道を図式化した地図であるタブラ・ペウティンゲリアーナ (en) やビザンティンの地理学者イエロクレス (en) による"Synecdemus" (en) などがある。ローマ帝国時代にはエピルス・ノヴァの港として重要であった。
5世紀になると主教座が置かれるようになり、733年にイリュクリム東部のすべてはコンスタンティノープル総大主教に併合された。11世紀から12世紀にかけて、ヴロラはノルマン人の王国であるシチリア王国とビザンティンの戦いで中心的な役割であった。中世を通じてヴロラは教区の中心であった。セルビア帝国によって攻略されるとヴロラまたはヴァロナと呼ばれ、1345年独立した公国の中心が置かれ1417年にオスマン帝国に支配されるまで続いた。オスマン支配下ではルメリア州のサンジャクの中心となり1690年にヴェネツィア共和国に一時的に支配下に入るが、1691年には再びオスマンの支配下となり、ヤニア州のサンジャクの中心となる。都市の人口は約1万人でドゥラス大司教に属するカトリック教区があったが名義的にドゥラスの属司教区として存続していた。16世紀になるとスペインやポルトガルからのセファルディムのユダヤ人難民の中心であった。
1851年には地震により激しい被害を受けている。イスマイル・チェマリ (en) が第一次バルカン戦争時の1912年11月28日にヴロラでアルバニアの独立宣言を行った。一時的にヴロラはアルバニアで最初の首都となったが、1914年にイタリアによって侵略され1920年まで続いた。イタリアは1939年に再びヴロラを攻略し、続いてナチス・ドイツによって1944年まで占領されている。第二次世界大戦中、ヴロラ湾にあるサザン島はドイツやイタリアの潜水艦の基地と海軍の軍事施設が置かれ、連合国からは激しい爆撃を受けた。
第二次世界大戦後は共産主義政権の下、港はソビエトに貸し出され潜水艦の基地となりソビエト側は地中海唯一の海軍基地となるパシャ・リーマン近くのパシャ・リーマン海軍基地に相当の投資を行っていた。1960-61年にエンヴェル・ホッジャとニキータ・フルシチョフ間の対立の重要な争点となっている。中ソ対立からソビエトをアルバニアは修正主義と非難するようになる。ソビエトは1961年4月に軍によりヴロラを占領し、アルバニアに対する経済や軍事、技術支援を打ち切ると脅しをかけた。
結果的にはその脅しは実行されず、ソビエトではキューバ危機へと続いたがホジャは攻撃を受けやすいことを悟った。1968年にソビエトがチェコスロバキアに侵攻するとホジャはアルバニア中に防御のためのコンクリートの壕を築いており、現在もその跡が残されている。ホジャの下ではヴロラは秘密警察（Sigurimi (en) ）の人材集めの中心であった。
共産主義政権が崩壊し、その後の社会の変化からネズミ講が広がった。ネズミ講の破綻により1997年にはアルバニア暴動が発生しヴロラはその中心で、暴動はその後内戦の状態になった。当時のサリ・ベリシャ政権は崩壊している。

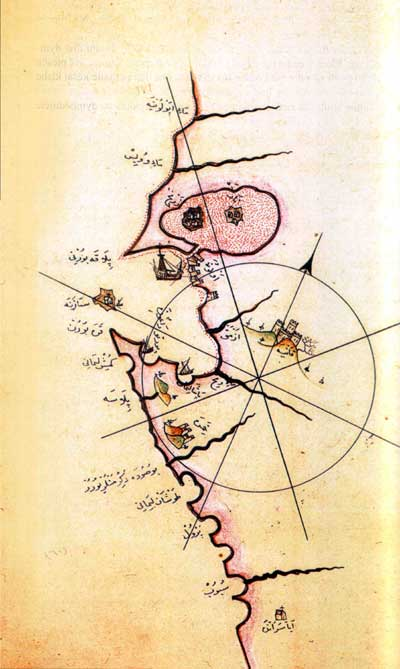
オスマン帝国の軍人ピーリー・レイースによる1510年頃のヴロラの地図

## 経済
ヴロラには重要な港があり商業の中心である。漁業や工業も重要な位置を占めている。近隣の地域では石油や天然ガス、アスファルト、塩の生産が行われている。ヴロラはアルバニア海軍にとっても重要な拠点となっている。農業の中心としても成長しており、オリーブや果物の大規模生産が行われ食品生産も盛んである。周辺地域では主にオートムギ、トウモロコシ、オリーブの生産や羊や牛の飼育が行われそれらを元にしたオリーブ油やバターなどの加工品が生産され出荷されている。
観光業も近年では大きな産業となりつつあり、多くのホテルや娯楽施設、大規模なビーチなどが点在する。ヴロラ湾の美しい景色を楽しむことが出来る。

## 気候
ヴロラは地中海性気候に属し、冷涼な冬と暑く乾燥した夏が訪れ7月や8月には最高気温が30℃以上になる日もある。
| ヴロラの気候             | ヴロラの気候 | ヴロラの気候 | ヴロラの気候 | ヴロラの気候 | ヴロラの気候 | ヴロラの気候 | ヴロラの気候 | ヴロラの気候 | ヴロラの気候 | ヴロラの気候 | ヴロラの気候 | ヴロラの気候 | ヴロラの気候 |
| 月                       | 1月          | 2月          | 3月          | 4月          | 5月          | 6月          | 7月          | 8月          | 9月          | 10月         | 11月         | 12月         | 年           |
| ------------------------ | ------------ | ------------ | ------------ | ------------ | ------------ | ------------ | ------------ | ------------ | ------------ | ------------ | ------------ | ------------ | ------------ |
| 平均最高気温 °C （°F）   | 13 (55)      | 14 (57)      | 16 (61)      | 19 (66)      | 23 (73)      | 27 (81)      | 30 (86)      | 30 (86)      | 27 (81)      | 23 (73)      | 19 (66)      | 15 (59)      | 21.3 (70.3)  |
| 日平均気温 °C （°F）     | 9.5 (49.1)   | 10.0 (50)    | 12.0 (53.6)  | 15.0 (59)    | 19.0 (66.2)  | 22.0 (71.6)  | 25.0 (77)    | 24.5 (76.1)  | 22.0 (71.6)  | 19.0 (66.2)  | 15.0 (59)    | 11.5 (52.7)  | 17.0 (62.6)  |
| 平均最低気温 °C （°F）   | 6 (43)       | 6 (43)       | 8 (46)       | 10 (50)      | 14 (57)      | 17 (63)      | 19 (66)      | 19 (66)      | 16 (61)      | 14 (57)      | 11 (52)      | 8 (46)       | 12.3 (54.1)  |
| 降水量 mm （inch）       | 120 (4.72)   | 106 (4.17)   | 92 (3.62)    | 79 (3.11)    | 54 (2.13)    | 28 (1.1)     | 9 (0.35)     | 26 (1.02)    | 32 (1.26)    | 116 (4.57)   | 192 (7.56)   | 141 (5.55)   | 995 (39.17)  |
| 平均降水日数 （≥0.1 mm） | 13           | 12           | 14           | 11           | 9            | 6            | 3            | 3            | 5            | 10           | 17           | 17           | 120          |
| 平均月間日照時間         | 133.3        | 147.9        | 173.6        | 225.0        | 272.8        | 318.0        | 368.9        | 344.1        | 279.0        | 210.8        | 117.0        | 99.2         | 2,689.6      |
| 出典：climatetemp.info   |              |              |              |              |              |              |              |              |              |              |              |              |              |

## 教育
ヴロラにはアルバニアでは2番目に大きな大学がある。イスマイル・チェマリヴロラ大学は1994年に設立された技術大学である。創設時は僅か数百人の学生数であったが、今日ではアルバニアでは2番目に大きい大学で15,000人近くの学生が在籍する。技術が中心の大学であるが、経済学や金融、教育、医学。法学などにも分野が広げられている。この大学にはアルバニアでは研究の分野で先導する位置にある。アルバニアではもっとも活動的な大学で、研究会議を組織したり、研究者を招聘したり自らの大学の研究者を海外へ派遣したりしている。もっとも研究活動が盛んな分野は数学やコンピュータ科学、工学の分野である。ヴロラ大学は海軍工学や航海学の分野でも秀でている。近年ではヴロラ湾の航海に関する分野の研究が進められている。

## 統計
ヴロラ市域の人口は79,948人でヴロラ州はヴロラの都市圏として見ることが出来、人口は184,279人である。1994年現在のギリシャ人コミュニティの人口は約8,000人であった。ギリシャ人の学校はヴロラでは1741年より運営されている。

## ゆかりの人物
- レディアン・メムシャイ - サッカー選手
- イグリ・ターレ - 元サッカー選手、現スポーツディレクター
- アウレラ・ガチェ - 歌手（ヴロラ近郊の村出身）
- エルヴィン・スケラ - サッカー選手

## 姉妹都市
- プリズレン, コソボ
- ハリウッド, アメリカ
- イズミル, トルコ
- モノーポリ, イタリア